# Serge-Christophe Kolm
Serge-Christophe Kolm (* 1932) ist ein französischer Wirtschaftswissenschaftler und Ökonometriker, der in sozialwissenschaftlichen Instituten u. a. in den USA (Professuren an der Harvard University und an der Stanford University) und in Frankreich arbeitete, zum Teil in führenden Positionen. Seine Forschungen und Veröffentlichungen gelten den Theorien der sozialen Gerechtigkeit und der wirtschaftlichen Entwicklung. In der Ökonometrie wird der Theil-Index der Klasse der Kolm-Indizes zugerechnet, durch die der Begriff der Entropie auch für quantitative Aussagen über die Ungleichverteilung von Ressourcen Anwendung fand. Kolm hat einen Abschluss der Universität École Nationale des Ponts et Chaussées und ein Doktorat der Université de Fribourg.
Ein weiteres Thema Kolms ist der Buddhismus. Im Jahr 1982 erschien Le Bonheur Liberté, Bouddhisme profond et Modernité. Im Kapitel 22 des Buches Le bouddhisme et les «hommes économiques» betrachtet er das Thema „Wirtschaft“ sowohl aus buddhistischer wie auch aus wirtschaftswissenschaftlicher Sicht.

## Veröffentlichungen
- Serge-Christophe Kolms Website
- Kolm, S.-C. (2005): On Real Economic Freedom
- Kolm, S.-C. (1969): The optimal production of social justice. In J. Margolis and H. Guitton (Eds.), Public Economics, S. 145–200. London
- Kolm, S.-C. (1976): Unequal inequalities I. Journal of Economic Theory 12, 416–442.
- Kolm, S.-C. (1976): Unequal inequalities II. Journal of Economic Theory 13, 82–111.
- Kolm, S.-C. (1996): Intermediate measures of inequality. Technical report, CGPC.